# Richard Constant Boer

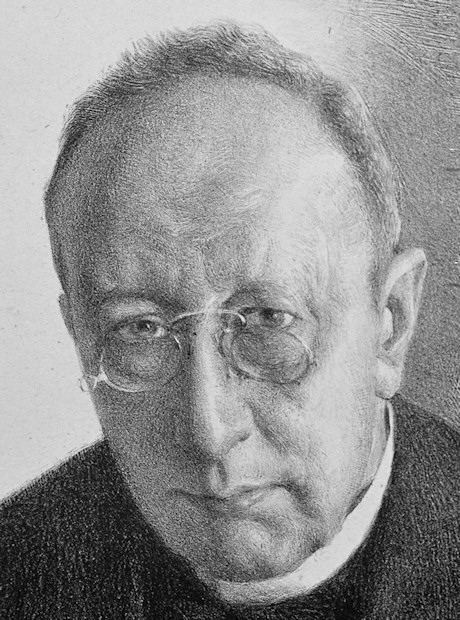
R.C.Boer

Richard Constant Boer (Warnsveld, 31 januari 1863 - Amsterdam, 20 augustus 1929) was een Nederlandse (Oud)Germanist, met als specialiteit oud-Noors. 
Boer promoveerde in 1888 aan de Rijksuniversiteit Groningen op de sage van Orvar-Odd. Hij was van 1888 tot 1900 leraar Nederlands en aardrijkskunde op het Gymnasium te Leeuwarden 1888-1900, van 1894 tot 1900 hoogleraar (oud-Noors) aan de Rijksuniversiteit Groningen, en vanaf 1900 hoogleraar (Oudgermaansch en Sanskriet) aan de Universiteit van Amsterdam. In het academisch jaar 1923 - 1924 was hij rector magnificus van deze universiteit.
In 1921 werd de studie Scandinavische talen officieel ingesteld aan de UvA. Maar al rond de eeuwwisseling hield Boer zich bezig met het Oudnoords (of Oudscandinavisch), de moedertaal van de Scandinavische talen. In de twintiger jaren werd zijn leeropdracht uitgebreid met de continentaal-Scandinavische talen (Deens, Noors, Zweeds) en hun literatuur.
Nel Boer-den Hoed, die in 1928 bij hem promoveerde en van 1930 tot 1948 zijn schoondochter was, was van 1960 tot 1969 eveneens hoogleraar in de  Scandinavische talen en literatuur aan de Universiteit van Amsterdam.   